# Iglesia de Santa Eulalia (Tobera)
La iglesia de Santa Eulalia es un templo situado en el concejo de Tobera, en el municipio alavés de Berantevilla.

## Descripción
Construida entre los siglos XIV y XV, está protegida bajo la categoría de «zona de presunción arqueológica». En el siglo XX, Vicente Vera y López la reseña en el tomo de la Geografía general del País Vasco-Navarro dedicado a Álava, en el que se describe como «de categoría rural de segunda clase, de la que depende el poblado de Santa María, dedicada á Santa Eulalia», perteneciente al arciprestazgo de Labastida.
Los registros sacramentales de bautismos, matrimonios y decesos generados por la parroquia de Santa Eulalia desde el siglo XV hasta el final del XIX se conservan con los del resto de iglesias de la provincia en el Archivo Histórico Diocesano de Vitoria, donde pueden consultarse.